# Herghelia Mangalia
Herghelia Mangalia a fost înființată în 1926 și este situată pe drumul național care face legătura între Constanța și Mangalia.
La momentul înființării, la Mangalia erau crescuți cai arabi aduși de la hergheliile din Jegălia, Cislău și Rădăuți.
Între 1936 și 1941, herghelia a importat din Polonia noi „linii" de armăsari pursânge: El-Sbaa și Nedjari.
În prezent (2009), la herghelie trăiesc nu mai puțin de 320 de pur-sânge arabi, precum și opt ponei.
Herghelia dispune un hipodrom,
precum și de 520 hectare de teren agricol